# John Stones
John Stones (Barnsley, 28 de maio de 1994) é um futebolista inglês que atua como zagueiro ou volante. Atualmente joga pelo Manchester City.

## Carreira

### Barnsley
Nascido em Barnsley, South Yorkshire, Stones começou sua carreira nas categorias de base do Barnsley FC antes de assinar um contrato profissional em dezembro de 2011. Ele participou de seu primeiro Campeonato oficial em 17 de março de 2012, em uma derrota por 4-0 contra o Reading FC jogando no Oakwell Stadium, substituindo Scott Wiseman aos 52 minutos Ele marcou seu primeiro gol pelo Barnsley na Copa da Inglaterra em um empate contra o Rochdale AFC em 11 de agosto de 2012

### Everton
Stones assinou um contrato de cinco anos e meio com Everton FC em 31 de janeiro de 2013, por um preço de transferência de cerca de £ 3.000.000 Ele fez sua estréia pelo Everton contra o Stevenage FC  na Copa da Inglaterra em 28 de agosto de 2013 Ele fez sua estreia na Liga como um substituto no final de uma vitória por 1-0 sobre o Chelsea FC em 14 de setembro de 2013 Ele fez seu primeiro jogo da Premier League com o Everton em um empate de 1-1 contra o Stoke City FC  no Britannia Stadium  em 1 de Janeiro de 2014
Em 7 de agosto, Stones assinou um novo contrato de cinco anos que vai mantê-lo no Everton até 2019.

### Manchester City
O Manchester City o contratou em 9 de agosto de 2016 por seis temporadas.
Stones fez mais uma temporada fantastica pelo City, vencendo a tríplice coroa de títulos(Copa da Inglaterra, Premier League e Champions League. Foi escolhido um dos melhores centrocampistas da Champions 2022/23.
Em 15 de janeiro de 2024, a FIFA anunciou a seleção do ano de 2023 no prêmio Fifa The Best e Stones foi escolhido um dos defensores.

## Seleção Inglesa
Em 28 de maio de 2013, ele foi convocado pelo técnico Peter Taylor para o Campeonato Mundial de Futebol Sub-20 de 2013. Ele fez a sua estréia pela Seleção Inglesa de Futebol Sub-20 no dia 16 de junho de 2013, em uma vitória por 3-0 em um jogo amistoso contra Seleção Uruguaia de Futebol Sub-20.
Em 12 de maio de 2014, ele foi convocado para a Copa do Mundo FIFA de 2014. Durante uma conferência de imprensa, Roy Hodgson confirmou que Stones iria se juntar ao elenco em seu campo de treinamento antes do torneio em Portugal e que iria substituir Phil Jones que estava fora devido a uma lesão no ombro. Stones estreou pela Seleção Inglesa em 30 de maio em um 3-0 contra a Seleção Peruana de Futebol em Wembley, substituindo o companheiro de equipe Leighton Baines nos 15 minutos finais

## Títulos
Manchester City
- Campeonato Inglês: 2017–18, 2018–19, 2020–21, 2021–22, 2022–23 e 2023–24
- Copa da Liga Inglesa: 2017–18, 2018–19, 2019–20, 2020–21
- Supercopa da Inglaterra: 2018, 2019
- Copa da Inglaterra: 2018–19 e 2022–23
- Liga dos Campeões da UEFA: 2022–23[14]
- Supercopa da UEFA: 2023
- Copa do Mundo de Clubes da FIFA: 2023[15]

### Prêmios individuais
- Equipe ideal da Liga dos Campeões da UEFA: 2022–23
- Time da temporada do Jornal Marca: 2022-23[16]
- FIFPro World XI: 2023